# Saint-Vincent-de-Connezac
Saint-Vincent-de-Connezac är en kommun i departementet Dordogne i regionen Nouvelle-Aquitaine i sydvästra Frankrike. Kommunen ligger i kantonen Neuvic som tillhör arrondissementet Périgueux. År 2022 hade Saint-Vincent-de-Connezac 671 invånare.

## Befolkningsutveckling
Antalet invånare i kommunen Saint-Vincent-de-Connezac
Referens:INSEE